# Velemlokárium
Velemlokárium je název unikátního chovatelsko-expozičního pavilonu v dolní části Zoo Praha, který byl zpřístupněn v květnu 2014. Jedná se o první stavbu svého druhu na světě, jelikož jde o samostatnou budovu určenou zejména pro chov největších obojživelníků světa – velemloků čínských. Navíc prezentuje také kulturní kontext.
Tradice velemloků čínských v Praze je spojená s chovem v Havlíčkových sadech ve 30. letech 20. století a dále pak od 50. let 20. století s dlouhodobým pobytem dvou jedinců v prostorách Přírodovědecké fakulty UK v Praze ve Viničné ulici. Poslední jedinec zde uhynul v roce 2001. Oba tito velemloci byli darem Číny pražské zoo, do zoo se však nikdy nedostali. Na PřF UK však byli inspirací pro cenu Studentský velemlok. První zvířata tohoto druhu přišla do areálu Zoo Praha až v souvislosti s výstavbou této expozice.

## Stavba a výstavba
První úvahy na vznik samostatné expozice pro velemloky čínské vznikly již na přelomu let 2009 a 2010. K vlastní výstavbě došlo v letech 2012 až 2014. V roce 2013 zatopila v tu chvíli takřka dokončený pavilon povodeň.
Pavilon je uzpůsoben tak, aby byla možná bezproblémová evakuace zvířat a minimální škody při příchodu povodně. Je také nízkoenergetickou stavbou, která je zasypána zeminou tak, aby vytvářela pocit zatravněného kopce, nikoliv klasické budovy. K dispozici je vlastní vrt a tepelné čerpadlo.

## Části pavilonu

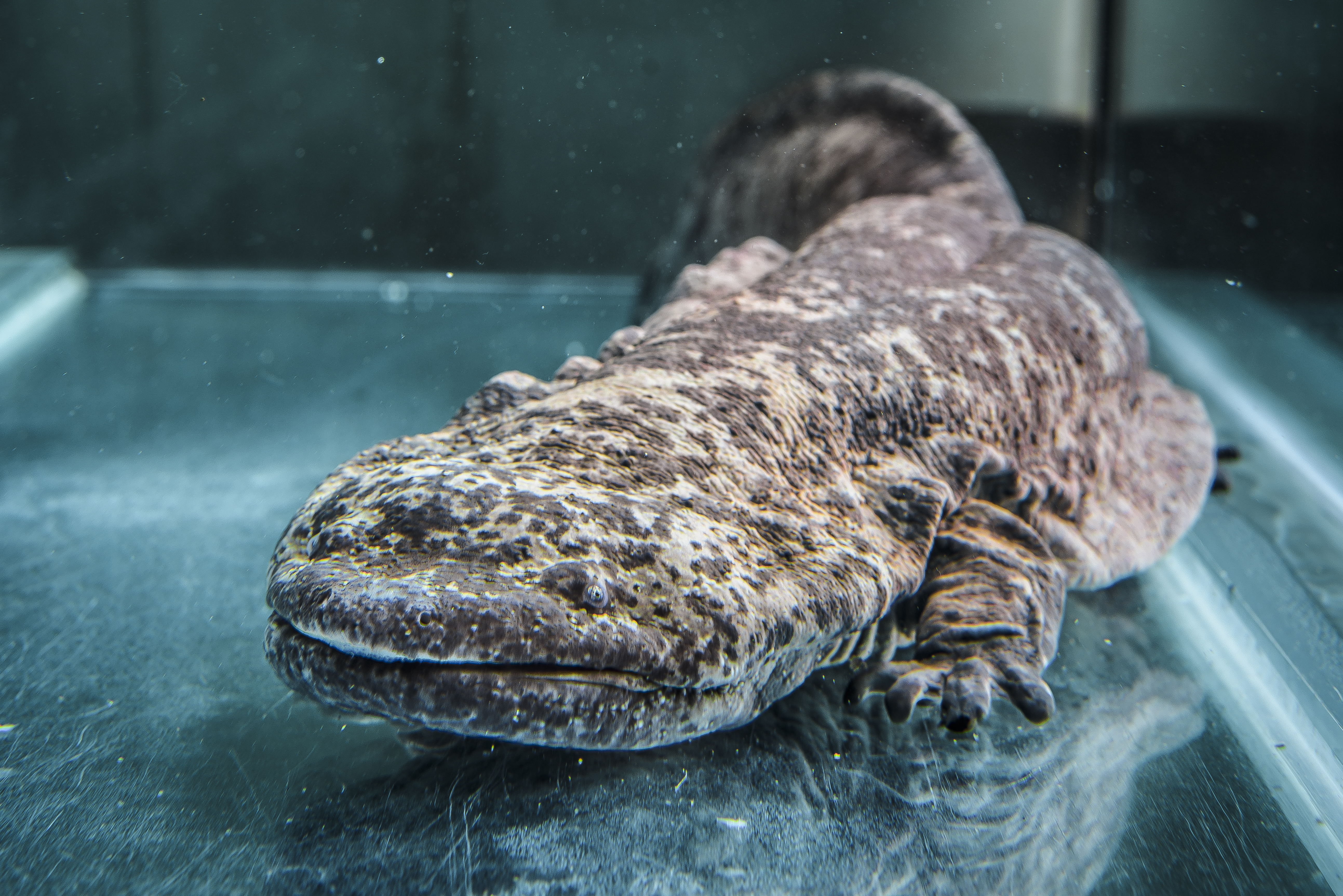
Velemlok čínský

### Expozice velemloků
Unikátní řešení pavilonu spočívá v prezentaci zvířat v soustavě nádrží, které imitují čínskou (pod)horskou řeku. Dvě nádrže umožňují pohled na velemloky svrchu, jedna zespoda a dvě z boku. Právě v největší z nádrží s bočním pohledem je umístěn také největší velemlok Karlo. Nádrže jsou po obvodu členité, s řadou převisů a skrýší, které umožňují napodobit stanoviště velemloků při březích ve volné přírodě. Vše je zasazeno do umělých skal s vegetací, která je nasvícena speciálními reflektory.
V pavilonu se v návštěvnických hodinách mění denní a noční režim tak, aby bylo možné pozorovat zvířata za různých světelných podmínek. V noci jsou totiž velemloci aktivnější.

### Zázemí
Pro návštěvníky nepřístupná část budovy skrývá zázemí (přibližně třetina pavilonu), kde se nachází pět nádrží s boudičkami (nahrazujícími dutinu pod břehem), které je možné propojit do „potoka“. V době rozmnožování totiž potřebují putovat proti proudu. Celkově v pavilonu fungují čtyři filtrační okruhy. Z toho tři zajišťují potřebnou kvalitu a okysličení vody pro citlivé velemloky. a další zajišťuje čištění návštěvnických nádrží, kam se zvířata nedostanou. Filtrace má tři stupně: pískový filtr, biologická filtrace a ošetření ultrafialovým zářením. Důležitou součástí je taktéž počítačem řízené tepelné čerpadlo, které zajišťuje správnou teplotu vody v nádržích. Ta je v průběhu roku měněna tak, aby imitovala situaci v přírodě.

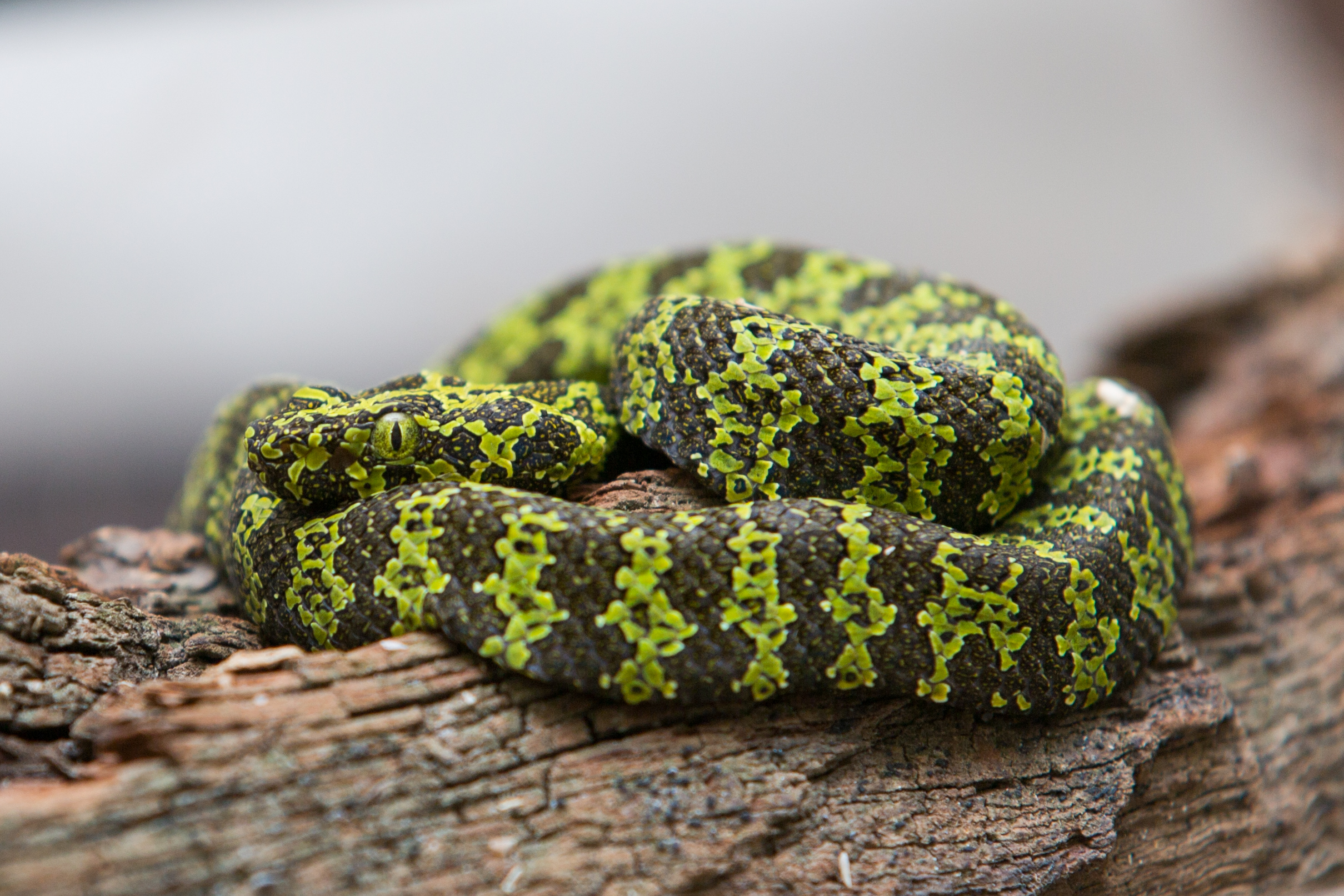
Chřestýšovec mangšanský

### Doplňkové expozice
Pavilon se snaží propojit svět přírody a velemloků se světem lidí zejména tím, že představuje román Karla Čapka Válka s mloky. Přestože Čapkovi mloci žijí v moři, tedy v jiném prostředí než velemloci čínští, je právě inspirace tímto druhem u zmíněného literárního díla zřejmá. Návštěvník má možnost využít audiokoutku – posadit se do dvou křesel se sluchátky a poslechnout si úryvky z Války s mloky, které v češtině namluvil herec Jiří Lábus. K dispozici jsou však i úryvky namluvené v cizích jazykových mutacích. V zadní části jednosměrně přístupného pavilonu se nachází model velemloka v životní velikosti. Soustavu prvků v této části stavby doplňují dvě expozice pro vzácně chované plazy stejné oblasti: hady a želvy. K dispozici je také ovladatelná obrazovka, díky níž se lze sledovat velemloka z dalšího úhlu pohledu.

## Pavilon v číslech
- Plocha: 186 m2[4]
- Plocha expozičních nádrží: 27,4 m2[4]
- Počet druhů zvířat: 3
- Doba výstavby: 2012–2014[6]
- Náklady: 23,6 mil. Kč[6]

## Chované druhy
- velemlok čínský
- chřestýšovec mangšanský
- želva dlaždicovitá – jediný expoziční chov v evropských zoo[7]

## Velemloci v pavilonu
- Karlo – samec, narozen na počátku 70. let 20. století[8], největší velemlok v Evropě – v době otevření pavilonu 155 cm a 26,5 kg.[6] V prosinci 2015 naměřeno 158 cm a 35 kg, podle čehož by mohl být i největším žijícím velemlokem světa.[9] Historický rekord v délce velemloka zapsaný v Guinnessově knize rekordů je 180 cm (s váhou 65 kilogramů).[9] Karlo byl původně v roce 2014 zapůjčen z německého Staatliches Museum für Naturkunde v Karlsruhe na dobu rekonstrukce jejich nádrže.[6] Nakonec byl ponechán v Praze natrvalo.[9] V prosinci 2024 oznámila pražská zoo Karlův úhyn ve věku cca 47 let a při dosažených rozměrech 161 cm délky těla a úctyhodné hmotnosti 38,8 kg.[10]
- Šmíca – samec[11], dle původních předpokladů samice, narozen 1995; příjezd 2014 z rakouské Aquazoo Schmiding; v době otevření pavilonu v květnu 2014 105 cm[12], v prosinci 2015 110 cm a 14 kg[9]. Po sedmi letech v zázemí pražského pavilonu je v prosinci 2024 přesunut místo uhynulého Karla do hlavní expozice, kde mohou návštěvníci obdivovat rozměry 144 cm délky a 32 kg hmotnosti.[13]
- Natali – samec, narozen 1995; příjezd 2014 z německého Berlína; v době otevření pavilonu v květnu 2014 134 cm[12], v prosinci 2015 137 cm a 25 kg[9].
- Ostatní – v roce 2012 přicestovaly tři desítky mláďat[8] o délce 20 až 30 cm z chovné stanice v Koreji[14]. Největší z nich (v době otevření pavilonu již 60 a více centimetrů) pojmenováni v souvislosti s Čapkovým dílem Andy (samec[15]) a Boleslav Jablonský (samice[11]).[6]

## Zajímavosti
- V souvislosti s otevřením pavilonu se konala výstava zajímavých vydání Války s mloky.[15]
- U příležitosti otevření pavilonu byla Válka s mloky také pražské zoo vydána v knižní a komiksové podobě.
- Slavnostní zpřístupnění pavilonu proběhlo za účasti tehdejšího primátora hl. města Prahy Tomáše Hudečka či prof. Ivana Horáčka a prof. Daniela Frynty z Přírodovědecké fakulty UK.[16]